# NEO PI-R
NEO 성격검사 개정판(NEO PI-R,Revised NEO Personality Inventory) 또는 NEO-PI은 개인의 5요인 성격모델(즉 경험에 대한 개방성, 성실성, 외향성, 친화성 및 신경질적 성향)을 검사하는 성격 검사지이다. 또한 NEO PI-R은 각 5요인 성격모델(빅5 성격특성,Big Five personality traits)에서 패싯(facet)이라고 하는 6개 하위 범주에 대해서도 보고한다.

## NEO-PI
역사적으로 NEO PI-R(Revised NEO PI-R)의 개발은 1978년 폴 코스타 주니어(Paul Costa Jr.)와 로버트 맥크레(Robert McCrae)의 성격 특질에대한 연구 및 자료 발표과 함께 시작되었다. 이 연구들은 1985년에는 NEO-PI, 1992년에는 NEO PI-R(또는 Revised NEO PI), 2005년에는 NEO PI-3으로 불리는 세 가지 업데이트된 성격 검사지의  버전들을 발표했다. 수정된 인벤토리(Inventory,검사지)는 업데이트된 표준을 특징으로 한다.
이 인벤토리에는 모두 240개 항목으로 구성되고 상세한 패싯(facet) 점수를 제공하는 전체 NEO PI-R이 포함된 더 긴 버전이있는 반면, 보다 짧은 버전인 NEO-FFI(NEO Five-Factor Inventory)에는 60개 항목(도메인 당 12개)만이 있다. 이 검사는 원래 명백한 정신 병리가 없는 남성과 여성에게 사용하기 위해 개발되었다. 이후 또한 어린이와 함께 사용하기에 유효한 것으로 밝혀졌다.

## 같이 보기
- MMPI-2
- MBTI
- PAI